# Jong Tae-se
Jong Tae-se (en chosŏn'gŭl, 정대세; en hancha, 鄭大世; Nagoya, Japón, 2 de marzo de 1984) es un exfutbolista norcoreano. Jugaba de delantero y su último equipo fue el F. C. Machida Zelvia de Japón.

## Biografía
Hijo de madre surcoreana y padre zainichi, Jong nació en Japón (véase "Chongryon"). Su madre, de ideas comunistas, le inculcó desde pequeño los principios de esta ideología. Aunque legalmente puede renunciar a su nacionalidad surcoreana, Jong reniega de ella y se siente profundamente norcoreano. Jong obtuvo finalmente el pasaporte de Corea del Norte gracias a las gestiones de organizaciones norcoreanas en Japón.
Inició su carrera profesional en el Kawasaki Frontale de Japón, donde se convirtió en uno de los mejores delanteros de la competición y adquirió el sobrenombre de "el Wayne Rooney norcoreano".
El 12 de julio de 2010 fue contratado por el equipo alemán VfL Bochum.
El 3 de enero de 2013 su representante anunció que había llegado a un acuerdo para abandonar el VfL Bochum y unirse al Suwon Samsung Bluewings, de la K-League Classic de Corea del Sur.

## Selección nacional
Debutó y marcó su primer tanto como internacional el 19 de junio de 2007 contra Mongolia, un encuentro de clasificación para el Campeonato de Fútbol de Asia Oriental de 2008. Formó parte de la plantilla que consiguió la clasificación para el Mundial de Sudáfrica 2010 y de la que disputó el mismo. Jong llora cada vez que oye el himno nacional norcoreano antes de los partidos.
Fue internacional con los chollima en 33 ocasiones y anotó 15 goles.

### Participaciones en Copas del Mundo
| Mundial                        | Sede      | Resultado    |
| ------------------------------ | --------- | ------------ |
| Copa Mundial de Fútbol de 2010 | Sudáfrica | Primera fase |

### Partidos internacionales
| #  | Fecha                    | Lugar de encuentro                  | Rival                  | Goles | Resultado | Competición                                                         |
| -- | ------------------------ | ----------------------------------- | ---------------------- | ----- | --------- | ------------------------------------------------------------------- |
| 1  | 19 de junio de 2007      | Macau Stadium, Macau                | Mongolia               | 4     | 7-0       | Clasificación para el Campeonato de Fútbol de Asia Oriental de 2008 |
| 2  | 21 de junio de 2007      | Macau Stadium, Macau                | Macao                  | 4     | 7-1       | Clasificación para el Campeonato de Fútbol de Asia Oriental de 2008 |
| 3  | 24 de junio de 2007      | Macau Stadium, Macau                | Hong Kong              | 0     | 1-0       | Clasificación para el Campeonato de Fútbol de Asia Oriental de 2008 |
| 4  | 6 de febrero de 2008     | Estadio Internacional de Amán, Amán | Jordania               | 0     | 1-0       | Clasificación Mundial 2010                                          |
| 5  | 17 de febrero de 2008    | Olympic Sports Center, Chongqing    | Japón                  | 1     | 1-1       | Campeonato de Fútbol de Asia Oriental de 2008                       |
| 6  | 20 de febrero de 2008    | Olympic Sports Center, Chongqing    | Corea del Sur          | 1     | 1-1       | Campeonato de Fútbol de Asia Oriental de 2008                       |
| 7  | 23 de febrero de 2008    | Olympic Sports Center, Chongqing    | China                  | 0     | 1-3       | Campeonato de Fútbol de Asia Oriental de 2008                       |
| 8  | 26 de marzo de 2008      | Hongkou Stadium, Shanghái           | Corea del Sur          | 0     | 0-0       | Clasificación Mundial 2010                                          |
| 9  | 2 de junio de 2008       | Ashgabat Olympic Stadium, Asjabad   | Turkmenistán           | 0     | 0-0       | Clasificación Mundial 2010                                          |
| 10 | 14 de junio de 2008      | Yanggakdo Stadium, Pionyang         | Jordania               | 0     | 2-0       | Clasificación Mundial 2010                                          |
| 11 | 22 de junio de 2008      | Seoul World Cup Stadium, Seúl       | Corea del Sur          | 0     | 0-0       | Clasificación Mundial 2010                                          |
| 12 | 10 de septiembre de 2008 | Hongkou Stadium, Shanghái           | Corea del Sur          | 0     | 1-1       | Clasificación Mundial 2010                                          |
| 13 | 15 de octubre de 2008    | Estadio Azadi, Teherán              | Irán                   | 1     | 1-2       | Clasificación Mundial 2010                                          |
| 14 | 11 de febrero de 2009    | Kim Il-sung Stadium, Pionyang       | Arabia Saudita         | 0     | 1-0       | Clasificación Mundial 2010                                          |
| 15 | 28 de marzo de 2009      | Kim Il-sung Stadium, Pionyang       | Emiratos Árabes Unidos | 0     | 2-0       | Clasificación Mundial 2010                                          |
| 16 | 1 de abril de 2009       | Seoul World Cup Stadium, Seúl       | Corea del Sur          | 0     | 0-1       | Clasificación Mundial 2010                                          |
| 17 | 6 de junio de 2009       | Yanggakdo Stadium, Pionyang         | Irán                   | 0     | 0-0       | Clasificación Mundial 2010                                          |
| 18 | 17 de junio de 2009      | Estadio Rey Fahd, Riad              | Arabia Saudita         | 0     | 0-0       | Clasificación Mundial 2010                                          |
| 19 | 25 de agosto de 2009     | World Games Stadium, Kaohsiung      | Hong Kong              | 0     | 0-0       | Clasificación para el Campeonato de Fútbol de Asia Oriental de 2010 |
| 20 | 27 de agosto de 2009     | World Games Stadium, Kaohsiung      | China Taipéi           | 1     | 2-1       | Clasificación para el Campeonato de Fútbol de Asia Oriental de 2010 |
| 21 | 25 de mayo de 2010       | Cashpoint-Arena, Altach             | Grecia                 | 2     | 2-2       | Amistoso                                                            |
| 22 | 6 de junio de 2010       | Makhulong Stadium, Tembisa          | Nigeria                | 1     | 1-3       | Amistoso                                                            |
| 23 | 15 de junio de 2010      | Ellis Park Stadium, Johannesburgo   | Brasil                 | 0     | 1-2       | Mundial 2010                                                        |

## Clubes
| Club                          | País          | Año       |
| ----------------------------- | ------------- | --------- |
| Kawasaki Frontale             | Japón         | 2006-2010 |
| VfL Bochum                    | Alemania      | 2010-2012 |
| 1. F. C. Colonia              | Alemania      | 2012-2013 |
| Suwon Samsung Bluewings F. C. | Corea del Sur | 2013-2015 |
| Shimizu S-Pulse               | Japón         | 2015-2020 |
| Albirex Niigata (cedido)      | Japón         | 2020      |
| F. C. Machida Zelvia          | Japón         | 2021-2022 |

## Filmografía

### Apariciones en programas de televisión
| Año  | Título      | Canal | Notas               |
| ---- | ----------- | ----- | ------------------- |
| 2016 | Running Man | SBS   | episodios - 283-384 |